# Олег Бакланов
Олег Дмиитриевич Бакланов е съветски политик, член ЦК на КПСС, първи заместник-председател на Съвета за отбрана на СССР. Той е сред ръководителите на Августувския пуч в Русия от 1991 година, член на Държавния комитет за извънредно положение, създаден по време на опита за държавен преврат.

## Биография
Роден е в Харков на 17 март 1932 г. От 1950 г. работи в Харковския приборостроителен завод. Член на КПСС от 1953 година. През 1958 г. завършва Всесъюзния институт по енергетика. В периода 1963 – 1976 г. е главен инженер, а по-късно е директор на Харковския приборостроителен завод.
Кандидат на техническите науки. Герой на социалистическия труд (1976), лауреат на „Ленинска премия“ (1982).
От 1976 година е заместник-министър, от 1981 година е първи заместник-министър, а от 1988 г. е министър на общото машиностроене на СССР.
От 1986 г. е член на ЦК на КПСС. В периода 1988 – 1991 г. е секретар на ЦК на КПСС, председател на Комисията по военна политика на КПСС. Съветник на президента на СССР по въпросите на военното строителство и военната политика.
От март 1989 г. е народен депутат на СССР. През 1991 г. е назначен за първи заместник-председател на Съвета за отбрана на СССР.
По време на опита за държавен преврат (19 – 21 август 1991 година), е сред лидерите на пучистите. След потушаването на пуча е арестуван и лежи в затвора до 1994 година, когато е освободен след амнистия.